# Ulrica Eleonora di Danimarca
Ulrica Eleonora di Danimarca (Copenaghen, 11 settembre 1656 – Solna, 26 luglio 1693) fu regina consorte di Svezia come consorte di re Carlo XI di Svezia.
Il nome Ulrike è una versione danese del nome; in svedese è chiamata Ulrika Eleonora den äldre, (che in italiano significa Ulrika Eleonora la Maggiore), per distinguerla da sua figlia, la futura regina regnante.

## Biografia

### Infanzia e famiglia

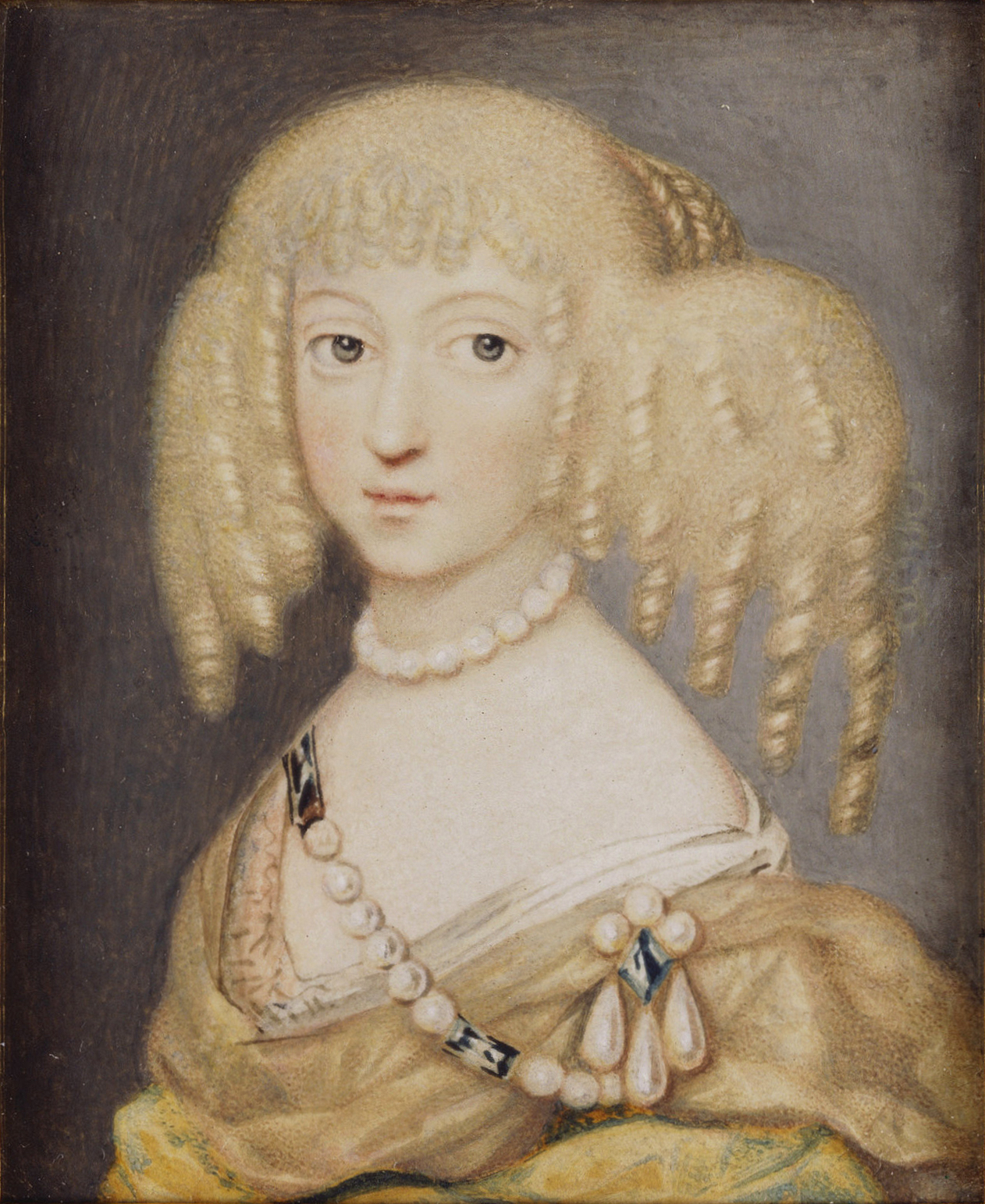
Ulrica, in qualità di principessa di Danimarca, ritratta da Pierre Signac

Ulrica era la figlia di re Federico III di Danimarca e di sua moglie, la regina Sofia Amelia di Brunswick e Lüneburg. Nel 1675 fu promessa a re Carlo XI di Svezia. Durante la guerra di Scania tra Danimarca e Svezia nel 1675–1679 fu incoraggiata a rompere il fidanzamento e fu considerata come possibile consorte per l'imperatore del Sacro Romano Impero, Leopoldo I, ma rifiutò di fare ciò. Si guadagnò una reputazione di lealtà dal suo futuro Paese esibendo gentilezza verso i prigionieri svedesi durante la guerra del 1675-79: impegnò i suoi gioielli, persino il suo anello di fidanzamento, per prendersi cura dei prigionieri di guerra svedesi.
Sposò Carlo il 6 maggio 1680. La coppia ebbe sette figli, di cui solo tre raggiunsero l'età adulta;
- Edvige Sofia, poi duchessa di Holstein-Gottorp (1681–1708)
- Re Carlo XII (1682–1718)
- Gustavo (1683–1685)
- Ulrico (1684–1685)
- Federico (1685–1685)
- Carlo Gustavo (1686–1687)
- Regina Ulrica Eleonora (1688–1741)

### Vita da regina

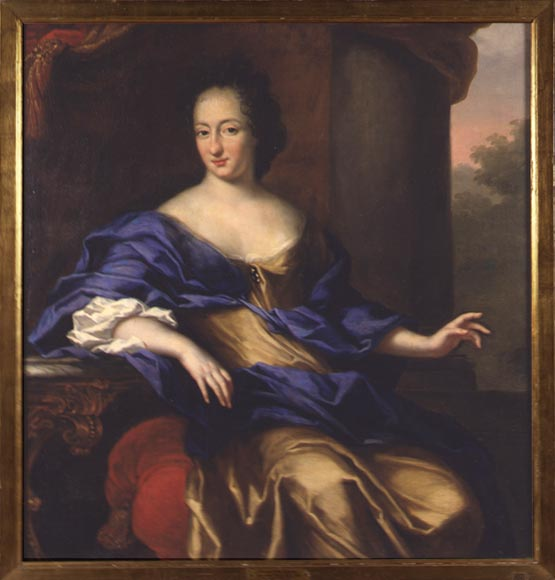
Ulrica Eleonora ritratta da David Klöcker Ehrenstrahl

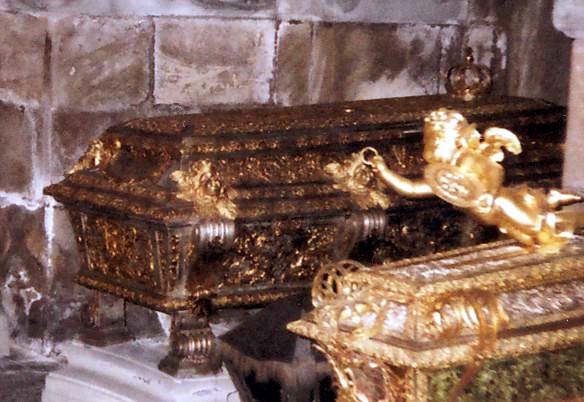
La bara di Ulrica Eleonora nella Riddarholmskyrkan

Ulrica Eleonora fu descritta come bella e gentile e fu accolta con entusiasmo a Stoccolma e in Svezia, soprattutto perché era vista come una speranza per la pace tra i due paesi di Svezia e Danimarca. Secondo una leggenda, suo marito non le fu mai infedele, cosa inusuale per un re in questo periodo; quando egli morì, disse a sua madre che non era più stato felice da quando sua moglie era morta. Tuttavia, di lui fu anche detto che fosse freddo e incapace di dimostrarle l'amore che provava per lei. Soprattutto, era sempre sotto la forte influenza di sua madre, Edvige Eleonora di Holstein-Gottorp, che non aveva mai ceduto la posizione di regina a sua nuora. Mentre la sfiducia persistente tra la Danimarca e la Svezia causata dalla guerra di Scania rimaneva, Edvige Eleonora e il governo di Svezia non furono mai ricettivi all'idea del figlio di sposare una principessa danese. Forse per far loro piacere e mostrare che lei non aveva alcuna influenza su di lui, il re si riferiva sempre ad Ulrica Eleonora come "mia moglie" e chiamava sua madre "la regina". Consci di ciò, gli ambasciatori stranieri visitavano sempre Edvige Eleonora per prima, e poi Ulrica Eleonora, quando rendevano i loro omaggi alla famiglia reale.
Messa in ombra dalla suocera, Ulrica Eleonora non fu mai felice o a suo agio a corte. La sua vita privata e familiare con il re ed i suoi figli, d'altro canto, si diceva fosse molto felice. I suoi momenti più piacevoli giunsero quando suo cognato e sua sorella, il duca e la duchessa di Holstein-Gottorp, le fecero visita, e apprezzò anche i giorni in cui lei, suo marito e i figli visitarono il Palazzo di Karlberg, più semplice, moderno e rurale, che suo marito utilizzò come luogo di relax. A Karlberg godette di una vita semplice, lontana dalla corte, e sviluppò un interesse per la pittura. Si interessò anche al teatro e alla danza e interpretò le opere con le dame di corte. Tra le nobili che partecipavano alle sue esibizioni amatoriali c'era la famosa Aurora von Königsmarck con sua sorella Amalia Wilhelmina Königsmarck. Tra le sue dame di compagnia note si contano le sorelle De la Gardie, la cantante Ebba Maria e la poetessa Johanna Eleonora.
Ulrica Eleonora cercò una volta di esercitare una certa influenza politica sul suo consorte. Durante la "Grande Reversione" alla corona di contee, baronie e grandi signorie (la maggior parte delle quali riccamente cedute dalla regina Cristina), tentò di parlare per conto del popolo, le cui proprietà erano state confiscate dal governo, ma il re le disse semplicemente che la ragione per cui l'aveva sposata non era che lui voleva i suoi consigli politici. In seguito, aiutò le persone più povere le cui proprietà erano state confiscate, compensandole economicamente, in segreto e attingendo dal proprio patrimonio. Fu molto nota per la sua grande attività di carità: fondò un gran numero di orfanotrofi, case per poveri, case di lavoro, case per vedove, scuole per insegnare ai poveri le professioni e altre istituzioni; sotto questo aspetto, esercitò una certa influenza politica nella società. Il suo progetto migliore fu la Drottninghuset ("La casa della regina"), una casa per vedove povere a Stoccolma (1686), e la scuola di arazzo a Karlberg, dove le ragazze povere venivano istruite nella produzione degli arazzi da tre nobildonne nubili finlandesi. Grazie a pensioni regolari, sempre attinte dal suo stesso patrimonio, Ulrica Eleonora sostenne un gran numero di persone, quali soldati invalidi con le rispettive consorti e persone convertitesi dall'ebraismo, dall'islam e dal cattolicesimo al protestantesimo (in particolare donne).

### Morte
Nel 1690, suo marito la nominò come possibile reggente nel caso fosse morto durante la minore età di suo figlio. La sua salute, tuttavia, declinò a causa dei parti frequenti; morì tre anni dopo, dopo aver trascorso l'inverno 1692–1693 a letto. Solo dopo la sua morte suo marito si riferì a lei come regina.
C'è una vecchia leggenda sulla sua morte. La leggenda afferma che, mentre la regina stava morendo al Palazzo di Karlberg, la sua dama di compagnia prediletta, la contessa Maria Elisabeth Stenbock, giaceva inferma a Stoccolma. Nella notte in cui la regina morì, la contessa Stenbock visitò Karlberg e fu ammessa da sola nella stanza contenente le spoglie della regina. L'ufficiale di guardia, guardando nel buco della serratura, vide la contessa e la regina parlare alla finestra della stanza. Fu così sconvolto dalla vista che iniziò a tossire sangue. La contessa, così come la carrozza con cui era arrivata, se ne andò un attimo dopo. Quando la questione venne analizzata, fu chiarito che la contessa quel giorno era a letto, gravemente malata e non aveva lasciato la città. L'ufficiale morì per lo shock ricevuto dalla visione e la contessa morì settimane più tardi. Il re diede ordine che il caso non venisse menzionato ulteriormente.

## Antenati
|                                   |                                    |                                   | Genitori                         |  |  | Nonni |  |  | Bisnonni                |  |  | Trisnonni                |  |
|                                   |                                    |                                   |                                  |  |  |       |  |  | Federico I di Danimarca |  |  | Cristiano I di Danimarca |  |
|                                   |                                    |                                   |                                  |  |  |       |  |  | Federico I di Danimarca |  |  | Cristiano I di Danimarca |  |
|                                   |                                    | Dorotea di Brandeburgo            |                                  |  |  |       |  |  | Federico I di Danimarca |  |  |                          |  |
| Cristiano III di Danimarca        |                                    |                                   |                                  |  |  |       |  |  | Federico I di Danimarca |  |  |                          |  |
|                                   |                                    | Anna del Brandeburgo              | Giovanni I di Brandeburgo        |  |  |       |  |  |                         |  |  |                          |  |
|                                   |                                    | Anna del Brandeburgo              | Giovanni I di Brandeburgo        |  |  |       |  |  |                         |  |  |                          |  |
|                                   |                                    | Anna del Brandeburgo              | Margherita di Turingia           |  |  |       |  |  |                         |  |  |                          |  |
| Federico III di Danimarca         |                                    | Anna del Brandeburgo              |                                  |  |  |       |  |  |                         |  |  |                          |  |
|                                   |                                    | Magnus I di Sassonia-Lauenburg    | Giovanni V di Sassonia-Lauenburg |  |  |       |  |  |                         |  |  |                          |  |
|                                   |                                    | Magnus I di Sassonia-Lauenburg    | Giovanni V di Sassonia-Lauenburg |  |  |       |  |  |                         |  |  |                          |  |
|                                   |                                    | Magnus I di Sassonia-Lauenburg    | Dorotea di Hohenzollern          |  |  |       |  |  |                         |  |  |                          |  |
| Dorotea di Sassonia-Lauenburg     |                                    | Magnus I di Sassonia-Lauenburg    |                                  |  |  |       |  |  |                         |  |  |                          |  |
|                                   |                                    | Caterina di Braunschweig-Lüneburg | Enrico IV di Brunswick-Lüneburg  |  |  |       |  |  |                         |  |  |                          |  |
|                                   |                                    | Caterina di Braunschweig-Lüneburg | Enrico IV di Brunswick-Lüneburg  |  |  |       |  |  |                         |  |  |                          |  |
|                                   |                                    | Caterina di Braunschweig-Lüneburg | Caterina di Pomerania-Wolgast    |  |  |       |  |  |                         |  |  |                          |  |
| Ulrica Eleonora di Danimarca      |                                    | Caterina di Braunschweig-Lüneburg |                                  |  |  |       |  |  |                         |  |  |                          |  |
|                                   | Alberto VII di Meclemburgo-Güstrow | Magnus II di Meclemburgo-Schwerin |                                  |  |  |       |  |  |                         |  |  |                          |  |
|                                   | Alberto VII di Meclemburgo-Güstrow | Magnus II di Meclemburgo-Schwerin |                                  |  |  |       |  |  |                         |  |  |                          |  |
|                                   | Alberto VII di Meclemburgo-Güstrow | Sofia di Pomerania-Wolgast        |                                  |  |  |       |  |  |                         |  |  |                          |  |
| Ulrico III di Meclemburgo-Güstrow | Alberto VII di Meclemburgo-Güstrow |                                   |                                  |  |  |       |  |  |                         |  |  |                          |  |
|                                   |                                    | Anna di Brandeburgo               | Gioacchino I di Brandeburgo      |  |  |       |  |  |                         |  |  |                          |  |
|                                   |                                    | Anna di Brandeburgo               | Gioacchino I di Brandeburgo      |  |  |       |  |  |                         |  |  |                          |  |
|                                   |                                    | Anna di Brandeburgo               | Elisabetta di Danimarca          |  |  |       |  |  |                         |  |  |                          |  |
| Sofia di Meclemburgo-Güstrow      |                                    | Anna di Brandeburgo               |                                  |  |  |       |  |  |                         |  |  |                          |  |
|                                   |                                    | Federico I di Danimarca           | Cristiano I di Danimarca         |  |  |       |  |  |                         |  |  |                          |  |
|                                   |                                    | Federico I di Danimarca           | Cristiano I di Danimarca         |  |  |       |  |  |                         |  |  |                          |  |
|                                   |                                    | Federico I di Danimarca           | Dorotea di Brandeburgo           |  |  |       |  |  |                         |  |  |                          |  |
| Elisabetta di Danimarca           |                                    | Federico I di Danimarca           |                                  |  |  |       |  |  |                         |  |  |                          |  |
|                                   |                                    | Sofia di Pomerania                | Boghislao X di Pomerania         |  |  |       |  |  |                         |  |  |                          |  |
|                                   |                                    | Sofia di Pomerania                | Boghislao X di Pomerania         |  |  |       |  |  |                         |  |  |                          |  |
|                                   |                                    | Sofia di Pomerania                | Anna Jagellona                   |  |  |       |  |  |                         |  |  |                          |  |
|                                   |                                    | Sofia di Pomerania                |                                  |  |  |       |  |  |                         |  |  |                          |  |